# Campoo de Yuso
Campoo de Yuso is een gemeente in de Spaanse provincie en regio Cantabrië met een oppervlakte van 89,72 km². Campoo de Yuso telt 696 inwoners (1 januari 2016).

## Demografische ontwikkeling
Bron: INE, 1857-2011: volkstellingen
Opm.: In 1877 werd Las Rozas een zelfstandige gemeente